# بردة كيش
بردة كيش هي قرية في مقاطعة أرومية، إيران. يقدر عدد سكانها بـ 166 نسمة بحسب إحصاء 2016.